# Olga Cușinova
Olga Cușinova (n. 14 decembrie 1985) este o fotbalistă din Republica Moldova care joacă în poziția de fundaș și a evoluat la echipa națională de fotbal feminin a Republicii Moldova.

## Carieră
Cușinova a făcut parte din echipa națională de fotbal feminin a Republicii Moldova, evoluând în timpul calificărilor la Campionatul Mondial de Fotbal Feminin 2019⁠(d).